# Iōtorishima
Iōtorishima bzw. Iō-Torishima (japanisch 硫黄鳥島, veraltet: Iwo-Torishima, dt. „Schwefelvogelinsel“), auch Okinawa-Torishima (沖縄鳥島), ist eine Vulkaninsel der Ryūkyū-Inselkette mit dem einzigen aktiven Vulkan der Präfektur Okinawa.

## Geografie
Iōtorishima liegt 65 km westlich von Tokunoshima.
Die 2,50 km² große Insel besteht aus zwei miteinander verbundenen Vulkanen aus Andesit-Gestein. Der südliche Gusuku-kazan (グスク火山, „Burg-Vulkan“) ist ein Lavadom, der sich im Zentrum zweier Sommas befindet. Der nördliche Iōdake-kazan (硫黄岳火山, „Schwefelgipfel-Vulkan“) ist ein Schichtvulkan, dessen Krater aus einem kleinen See, Solfataren und Schwefelablagerungen besteht. Dieser ist noch aktiv, wobei keine der Ausbrüche explosiven Charakter hatte. Die höchste Erhebung der Insel ist der 方位 (Lesung vermutlich: Hōi) mit 212 m, der zum Iōdake-kazan gehört; die höchste des Gusuku-kazan ist der Maedake (前嶽) mit 189,3 m.

## Geschichte
Auf der Insel wurde von den Einwohnern jahrhundertelang Schwefel abgebaut, der vom Königreich Ryūkyū dem Kaiserreich China als Tribut abgeliefert wurde.
Der erste aufgezeichnete Ausbruch fand 1664 statt, bei dem eine Frau durch einen Erdrutsch starb. Bei Ausbrüchen von März bis August 1903 wurden alle Einwohner erst temporär zur 220 km entfernten Insel Kume-jima und bei einem erneuten im Juni 1958 die Siedlung mit ihren 86 Einwohnern permanent umgesiedelt. Seitdem ist die Insel unbewohnt. Im Juli 1968 kam es zu einem erneuten Ausbruch.
Administrativ gehörte die Insel zum Dorf Gushikawa (具志川村, -son) auf Kume-jima, das 2002 mit Nakazato zur Stadt Kumejima fusionierte.